# Lorenzo Mondo
Lorenzo Mondo (Torino, 6 febbraio 1931 – Torino, 19 aprile 2022) è stato un critico letterario, scrittore e giornalista italiano.
Vinse il Premio Grinzane Cavour Cesare Pavese per la saggistica nel 2006 con Quell'antico ragazzo. Vita di Cesare Pavese.

## Biografia
Mondo fu allievo di Giovanni Getto presso l'Università di Torino e si dimostrò ben presto uno studioso attento della letteratura italiana contemporanea. Critico de La Stampa, e in seguito anche suo vicedirettore, curò per un lungo periodo le pagine culturali del quotidiano e fu redattore capo responsabile di «Tuttolibri» dal 1976 al 1980.
Fu direttore responsabile di Studi Francesi, rivista di cultura transalpina, fondata da Franco Simone. 
Gli si deve la scoperta di due inediti:
Taccuino 1942-43 di Cesare Pavese e Appunti partigiani: '44-'45 di Beppe Fenoglio. Inoltre fu lui a ritrovare tra le carte di Fenoglio, nel 1963, appena dopo la morte dell'autore cuneese, il testo del romanzo Una questione privata, che sarebbe stato pubblicato postumo dall'editrice Garzanti pochi mesi dopo.
Era padre di Monica Mondo e suocero di Franco Bechis.

## Opere

### Romanzi
- I padri delle colline, Garzanti, 1988
- Il passo dell'unicorno, Mondadori, 1991
- Il Messia è stanco, Garzanti, 2000
- Felici di crescere, Sellerio, 2020

### Saggi
- Cesare Pavese, Mursia, 1961
- Natura e storia in Guido Gozzano, Silva Editore, 1969
- Interventi sulla narrativa italiana contemporanea, 1973-76, Matteo Editore, 1977
- Letterature negli anni, La Stampa, 1977-1990
- Calendario dei giorni dispari, Nino Aragno Editore, 2002. ISBN 88-8419-089-4
- Viaggiatori dell'Otto e Novecento, Istituto Poligrafico dello Stato, 2002
- Quell'antico ragazzo. Vita di Cesare Pavese, Rizzoli, 2006
- con Carlo Carena ed Ernesto Ferrero, Giorgio Calcagno. I sentieri di un giornalista, Fondazione Achille Marazza, 2006